# Џорџ Херберт Мид
Џорџ Херберт Мид (енгл. George Herbert Mead; Саут Хадли, 27. фебруар 1863 - 26. април 1931) је био амерички филозоф, социолог и психолог, првобитно повезан са Универзитетом у Чикагу, где је био један од неколико истакнутих прагматичара. Он је упамћен као један од оснивача социјалне психологије и америчке социолошке традиције уопште.

## Биографија
Мид је рођен 27. фебруара 1863. године у Саут Хадлију, Масачусетс. Одрастао је протестантској породици средње класе која је укључивала његовог оца, Хирама Мида, његову мајку, Елизабету Сторс (Билингс) Мид, и његову сестру Алису. Његов отац је био некадашњи конгрегационалистички пастор из рода фармера и свештеника, који је касније држао катедру свете реторике и пасторалне теологије на теолошком семинару Оберлинског колеџа. Елизабет Сторс Мид је две године предавала на Оберлинском колеџу и затим, од 1890. до 1900. године је била председник Маунт Холиок колеџа у Саут Хадлију, Масачусетс. Џорџ Мид се 1879. године уписао на Оберлински колеџ, а 1883. године је дипломирао са оценом BA. Након дипломирања, Мид је предавао у основној школи око четири месеца. Наредне три године је радио као геометар за Висконсинску централну железничку компанију.
У јесен 1887, Мид се уписао на Универзитет Харвард, где су му главна интересовања биле филозофија и психологија. На Харварду, Мид је студирао са Џосаја Ројсем, који је имао велики утицај на његове мисли, и Вилијамом Џејмсом, чију је децу подучавао. Године 1888, Мид је напустио Харвард након пријема само B.A. и преселио се у Лајпциг, Немачка да учи са психологом Вилхелмом Вунтом, од кога је сазнао за концепт "геста", централни концепт његовог каснијег рада.
Године 1891, оженио је Хелен Кингсбири Кастл (1860–1929), сестру Хенрија Нортхрупа Кастла (1862–1895), пријатеља кога је упознао на Оберлину.
Упркос томе што никада није завршио своју дисертацију, Мид је успео да добије место на Универзитету у Мичигену 1891. године. На Универзитету у Мичигену, Мид је упознао Чарлса Х. Кулиа и Џона Дјуиа, обојица ће касније утицати на њега у великој мери. Године 1894, Мид се преселио заједно са Дјуием на Универзитет у Чикагу, где је предавао све до своје смрти. Дјуиев утицај одвео је Мида у образовну теорију, али је његово мишљење убрзо одступило од Дјуиевог и развило се у његове славне психолошке теорије о уму, особи и друштву.
Не независан филозоф, он је био активан у друштвеним и политичким пословима Чикага, а његове бројне активности су обухватале рад за Градски клуб Чикага. Он је веровао да наука може да се користи за бављење социјалним проблемима и то је одиграло кључну улогу у спровођењу истраживања у насељу, у Чикагу.‍:353 Мид је умро од срчаног удара 26. априла 1931. године.

## Дела
У каријери дугој више од 40 година, Мид је готово непрестано писао и објављивао бројне чланке и приказе књига из филозофије и психологије. Међутим, он није објавио ниједну књигу. Након његове смрти, неколико његових ученика је саставило и уредило четири тома из евиденције Мидовог курса социјалне психологије на Универзитету у Чикагу - бележака са предавања и бројних необјављених радова. Четири тома су: Мидов скуп предавања (1930), приредио Чарлс В. Морис; Филозофија садашњости (1932), приредио Артур Е. Марфи; Ум, особа и друштво (1934), приредио Чарлс В. Морис; Кретање мисли у деветнаестом веку (1936), приредио Мерит Х. Мур; и Филозофија Закона (1938).
Најзначајнији међу Мидовим објављеним радовима су "Предлози ка теорији филозофске дисциплине" (1900); "Друштвена свест и свест значења" (1910); "Шта друштвени објекти морају психологији претпоставити" (1910); "Механизам друштвене свести" (1912); "Социјална особа" (1913); "Научни метод и индивидуални мислилац" (1917); "Бихевиористички профил значајних симбола "(1922); " Генеза особе и друштвене контроле " (1925); "Објективна реалност перспективе" (1926); "Природа прошлости" (1929); и "Филозофије Ројса, Џејмса и Дјуиа у њиховим америчким околностима" (1929).
У току свог живота, Мид је објавио око 100 научних чланака, рецензија и случајних комада. С обзиром на његову разнолику природу, приступ овим списима је тежак. Први редакцијски напори да се промени ова ситуација датирају из 1960-их. Године 1964, Андрју Ј. Рек је прикупио двадесет и пет Мидових објављених чланака у Одабраним списима: Џорџ Херберт Мид. Бобс-Мерил, Штампа либералне уметности. 1964. Четири године касније, Џон В. Петрас објавио је Џорџ Херберт Мид. Есеји о његовој социјалној психологији, збирка од петнаест чланака која је укључивала претходно необјављене рукописе.
У скорије време, Мери Џо Диган је објавила Есеје у социјалној психологији (2001), књига пројекта ког је првобитно напустио Мид у раним 1910-им. Године 2010, Фелипе Карера да Силва је уредио Џ. Х. Мид. А Ридер, најобимнију колекцију до сада. То укључује тридесет Мидових најважнијих чланака, десет претходно необјављених.
Мид пројекат на Брок универзитету у Онтарију има намеру да објави свих 80-ак преосталих необјављених Мидових рукописа.

## Прагматизам и симболичка интеракција
Прагматични филозофи попут Мида фокусирају се на развоју особе и објективности света у склопу друштвене области: да "појединачан ум може постојати само у односу на друге умове са заједничким значењем" (Мид 1982: 5).
Два најважнија корена Мидовог рада, и симболичког интеракционизма у целини су филозофија прагматизма и социјални (за разлику од психолошког) бихевиоризам (нпр: Мид се бавио стимулансима гестова и социјалних објеката са богатим значењем радије него огољеним физичким објектима за које психолошки бихевиористи сматрају стимулансе). Прагматизам има широк распон филозофске позиције одакле се неколико аспеката Мидовог утицаја може идентификовати.
Постоје четири главна начела прагматизма. Прво, за прагматичаре истинска стварност не постоји "тамо негде" у стварном свету, она се активно креира како делујемо у и према свету. Друго, људи памте и базирају своје знање о свету на томе шта је било корисно за њих и вероватно ће мењати оно што не "ради". Треће, људи дефинишу социјалне и физичке "објекте" са којима се сусрећу у свету према њиховој употреби за њих. Напослетку, ако желимо да разумемо глумце, морамо базирати то разумевање на томе шта људи у ствари раде. Три од ових идеја су од кључног значаја за симболички интеракционизам:
1. фокус на интеракцији између глумца и света
2. поглед на оба, глумца и свет, као динамичне процесе и нестатичне структуре
3. способност глумца да интерпретира друштвени свет.

Према томе, за Мида и симболичке интеракционисте, свест није одвојена од акције и интеракције, али је саставни део оба.
Делови Мидових теорија, базирани на прагматизму и бихевиоризму, су пренети на многе дипломиране студенте са Универзитета у Чикагу, који су потом наставили да успостављају симболички интеракционизам.‍:347–350

## Социјална филозофија (бихевиоризам)
Мид је био веома важна фигура у социјалној филозофији 20. века. Једна од његових најутицајнијих идеја била је појава ума и особе из процеса комуникације између организама, разматрана је у делу Ум, особа и друштво, такође позната као друштвени бихевиоризам. Овај концепт како ум и особа произлазе из друштвеног процеса комуникације знацима основао је симболичко интеракционистичку школу социологије. Укорењен интелектуално у Хегелову дијалектику и процес филозофије, Мид, као Дјуи, развио је више материјалистички процес филозофије која је био заснован на људском деловању и посебно комуникативном деловању. Људска активност је, на прагматичан начин, мерило истине, и кроз људске активности смисао је направљен. Заједничка активност, укључујући комуникативне активности, је средство кроз које је наш осећај особе конституисан. Суштина Мидовог социјалног бихевиоризма је да ум није супстанца која се налази у некој трансценденталној области, нити је то само низ догађаја који се одвијају унутар физиолошке структуре човека. Овај приступ се противио традиционалном погледу на ум као одвојеног од тела. Појава ума зависи од интеракције између људског организма и његовог друштвеног окружења; кроз учешће у друштвеном чину комуникације, појединац остварује своје потенцијале за знатно симболичко понашање тј. мишљење. Ум, код Мида, је индивидуализовани фокус процеса комуникације. Он је језичко понашање појединца. Дакле, не постоји "ум или мисао без језика;" и језик (садржај ума) "је само развој и продукт друштвене интеракције" (Ум, особа и друштво 191-192). Према томе, ум се не може свести на неурофизиологију органике појединца, али је појава у "динамичном, текућем друштвеном процесу" ког представља људско искуство (Ум, особа и друштво 7).
За Мида, ум произилази из социјалног чина комуникације. Мидов концепт је у друштвеном чину релевантан, не само теорија ума, већ сви аспекти његове друштвене филозофије. Његова теорија "ума, особе и друштва" је, у суштини, филозофија акта са становишта друштвеног процеса који укључује интеракцију многих појединаца, као што је његова теорија знања и вредности филозофија акта са становишта доживљавања индивидуе у интеракцији са окружењем. Акција је веома важна за његову друштвену теорију и, према Миду, акције се јављају у оквиру комуникативног процеса. Почетну фазу чина представља гест. Гест је припремни покрет који омогућава другим појединцима да постану свесни намера датог организма. Најосновнија ситуација је конверзација гестова, у којој гест од стране првог појединца изазива припремни покрет од стране другог, а гест другог организма заузврат тражи одговор од првог лица. На овом нивоу се не јавља комуникација. Ниједан појединац није свестан дејства сопствених гестова на другог; гестови су безначајни. Како се комуникација одиграва, сваки организам мора имати знање о томе како ће други појединац одговорити на његов текући акт. Овде су гестови значајни симболи. Значајан симбол је врста геста ког само људи могу направити. Гестови постају значајни симболи када изазову појединца да начини исту врсту одговора коју је требало измамити од оних којима су гестови намењени. Тек када имамо значајне симболе, можемо заиста имати комуникацију.‍:356–357 Мид је утемељио људску перцепцију у делу "Акција-веза" (Џоас 1985: 148). Ми опажамо свет у смислу "средстава за живот" (Мид 1982: 120). Спознати храну је спознати исхрану. Спознати кућу јесте спознати склониште. То јест, перцепција је у смислу акције. Мидова теорија перцепције је слична оној Ј. Ј. Гибсона.
Мид, социјални психолог, тврди у складу са Диркемом да је појединац производ текућих, већ постојећих друштва, или, прецизније, социјалне интеракције која је последица sui generis друштва. Особа настаје када појединац постаје објекат за себе. Мид је тврдио да смо ми предмети, прво за друге људе, а секундарно постајемо предмети за себе узимајући перспективе других људи. Језик нам омогућава да причамо о себи на исти начин као и о другим људима, и на тај начин кроз језик постајемо други према себи. У заједничкој активности, коју Мид назива "социјални акти ', људи уче да виде себе са становишта њихових сарадника актера. Централни механизам у оквиру друштвеног чина, који омогућава заузимање става, је замена позиција. Људи унутар друштвеног акта често врше наизменично друштвене позиције (на пример давање / примање, тражење / помагање, побеђивање/ губљење, скривање / тражење, причање / слушање). У дечјим играма се понавља замена позиције, на пример у жмуркама, и Мид је тврдио да је то један од главних начина на који се перспектива развија.
Међутим, за Мида, за разлику од Џона Дјуиа и Ј. Ј. Гибсона, кључно је не само људско деловање, већ и друштвена акција. Код људи је "манипулаторна фаза акта" друштвено посредовала, то јест, поступајући према објектима људи истовремено узимају перспективе других према том објекту. То је оно што Мид подразумева под "социјалним актом" противно само "акту" (касније Дјуиев концепт). Нељудске животиње такође манипулишу предметима, али то је несоцијална манипулација, они не узимају перспективу других организама према објекту. Људи с друге стране, узимају перспективу других актера према објектима, и то је оно што омогућава сложено људско друштво и суптилну социјалну координацију. У друштвеном чину економске размене, на пример, и купац и продавац морају да узму перспективе једни других према објекту ког размењују. Продавац мора да препозна вредност за купца, а купац пожељност новца за продавца. Само са овим међусобним заузимањем перспективе може се десити економска размена (Мид је на овој тачки био под утицајем Адама Смита).

## Природа особе
Последњи део Мидове социјалне теорије је ум као индивидуалан увоз друштвеног процеса. Као што је раније речено, Мид је представио особу и ум у смислу друштвеног процеса. Како су гестови узети од стране појединца, појединачни организам узима колективне ставове других, у виду гестова, и реагује у складу са другим организованим ставовима. Овај процес је Мид окарактерисао као "ја" и "мене". "Мене" је друштвена особа и "ја" је одговор на "мене". Другим речима, "Ја" је одговор појединца на ставове других, док је "мене" је организовани скуп ставова других које појединац преузима. Мид развија разлику од Вилијама Џејмса између "ја" и "мене". "Мене" је нагомилано разумевање "генерализованих осталих", односно како неко мисли да је његова група доживљава њега итд. "Ја" је импулс појединца. "Ја" је особа као субјекат; "мене" је особа као објекат. "Ја" је зналац, "мене" је познат. Ум, или ток мисли, су саморефлексивни покрети интеракције између "ја" и "мене". Ова динамика иде даље од особе у ужем смислу, и чини основу теорије људског сазнања. За Мида процес размишљања је интернализован дијалог између "ја" и "мене". Мид је укоренио "перцепцију и значење" особе дубоко и социолошки у "заједничкој пракси субјеката" (Џоас 1985: 166) која је установљена посебно у друштвеним сусретима. Јасно као комбинација 'ја' и 'мене', Мидова особа показује приметну уплетеност у оквиру социолошког постојања. За Мида, постојање у заједници долази пре индивидуалне свести. Они први морају да учествују у различитим социјалним положајима у друштву и тек онда се може користити то искуство за узимање перспективе других и тако постајање самосвесног.

## Филозофија науке
Мид је главни амерички филозоф по врлинама бића, поред Џона Дјуиа, Чарлса Перса и Вилијама Џејмса, један је од оснивача прагматизма. Он је такође дао значајан допринос у филозофији природе, науке и историје, до филозофије антропологије, и процеса филозофије. Дјуи и Алфред Норт Вајтхед сматрали су Мида за мислиоца првог ранга. Он је класичан пример друштвеног теоретичара чији се рад не уклапа лако у конвенционалне дисциплинске границе.
Што се тиче његовог рада на филозофији науке, Мид је настојао да пронађе психолошко порекло науке у напорима појединаца да стекну моћ над својом околином. Појам физичког објекта произилази из манипулаторног искуства. Постоји друштвени однос према неживим предметима, организам преузима улогу ствари које директно манипулише, или које индиректно манипулише у перцепцији. На пример, узимањем отпорне улоге чврстог објекта (интројекција или имитација), појединац спознаје шта је "унутар" неживе ствари. Историјски, концепт физичког објекта настао је од анимистичке концепције универзума.
Контакт искуство укључује искуства позиције, равнотеже и подршке, а то користи организам када креира своје концепције физичког света. Наши научни концепти простора, времена и масе су замишљени из манипулаторног искуства. Такви концепти, као онај за електрон, су такође изведени из манипулације. У развоју науке градимо хипотетичке објекте како би помогли себи самима у контролисању природе. Концепција садашњости као посебна јединица искуства, више је као процес настајања и нестајања, коју је научна фантастика осмислила да би се олакшало тачно мерење. У научном погледу на свет непосредно искуство је замењено теоретским конструкцијама. Међутим, коначно у искуству је манипулација и контакт на завршетку акта.

## Играње и игре и остале уопштености
Мид је теоретисао о томе да људска бића почињу своје разумевање друштвеног света кроз "играње" и "игре". "Играње" долази прво у развоју детета. Дете узима различите улоге он / она које примећује у друштву "одраслих", и одигра их да стекне разумевање различитих друштвених улога. На пример, оно прво игра улогу полицајца и онда улогу лопова док игра "Cops and Robbers", а игра улогу доктора и пацијента када се игра "доктора". Као резултат такве игре, дете учи да постане и субјекат и објекат и почиње да постаје способно да изгради особу. Међутим, то је ограничена особа зато што дете може само да преузме улогу других који су посебни и засебни, њима још увек недостаје један општији и организованији осећај себе.‍:360
У наредној фази, фази игре, потребно је да особа развије пуни смисао себе. Пошто је у фази игре дете узима улогу различитих осталих, у фази игре дете мора преузети улогу свих осталих који су укључени у игру. Штавише, ове улоге морају имати дефинитиван однос један према другом. Да би илустровао фазу игре, Мид даје свој чувени пример бејзбол утакмице:
Али у утакмици је велики број појединаца укључен, затим дете узимајући једну улогу мора да буде спремно да преузме улогу и свих осталих. Ако добије лопту девет мора имати одговоре о свакој укљученој позицији у свом положају. Он мора знати шта ће сви остали радити у циљу спровођења своје игре. Он мора да узме све ове улоге. Оне не морају да буду присутне у свести у исто време, али у неким тренуцима мора да има три или четири индивидуе које су присутне у свом ставу, попут оне која ће да баци лопту, оне која иде да је ухвати и тако даље. Ови одговори морају, у извесној мери, бити присутни у свом сопственом саставу. У игри, дакле, постоји низ одговора осталих тако организованих да став једног позива одговарајуће ставове другог. (Мид, 1934/1962: 151)
У фази игре, почиње организација и почињу да се појављују дефинитивне личности. Деца постају способна да функционишу у организованим групама, а што је најважније, одлучују шта ће урадити унутар одређене групе.‍:360–361 Мид назива ово првим сусретом детета са "генерализованим осталима", који је један од главних концепата Мидових предлога за разумевање (друштвене) особе у људском постојању. "Генерализовани остали" могу се посматрати као разумевање дате активности и места актера у оквиру активности из перспективе свих осталих ангажованих у активности. Кроз разумевање "генерализованих осталих" појединац схвата која врста понашања се очекује, одговарајућа је и тако даље, у различитим друштвеним контекстима.
Како се перспектива јавља према Миду? Тврди се да социјални акти (као што су игре и рутински облици социјалне интеракције) омогућују перспективу преко 'позиције размене ". Под претпоставком да се игре и рутински социјални акти разликују од друштвених позиција, и да ове позиције стварају наше когнитивне перспективе, онда може бити да кретањем између улога у игри (нпр. између скривања и тражења или куповања и продавања) долазимо до спознаје гледишта осталих. Ова нова интерпретација Мидовог исказа узимања перспективе осталих има експерименталну подршку.